# Долголетие

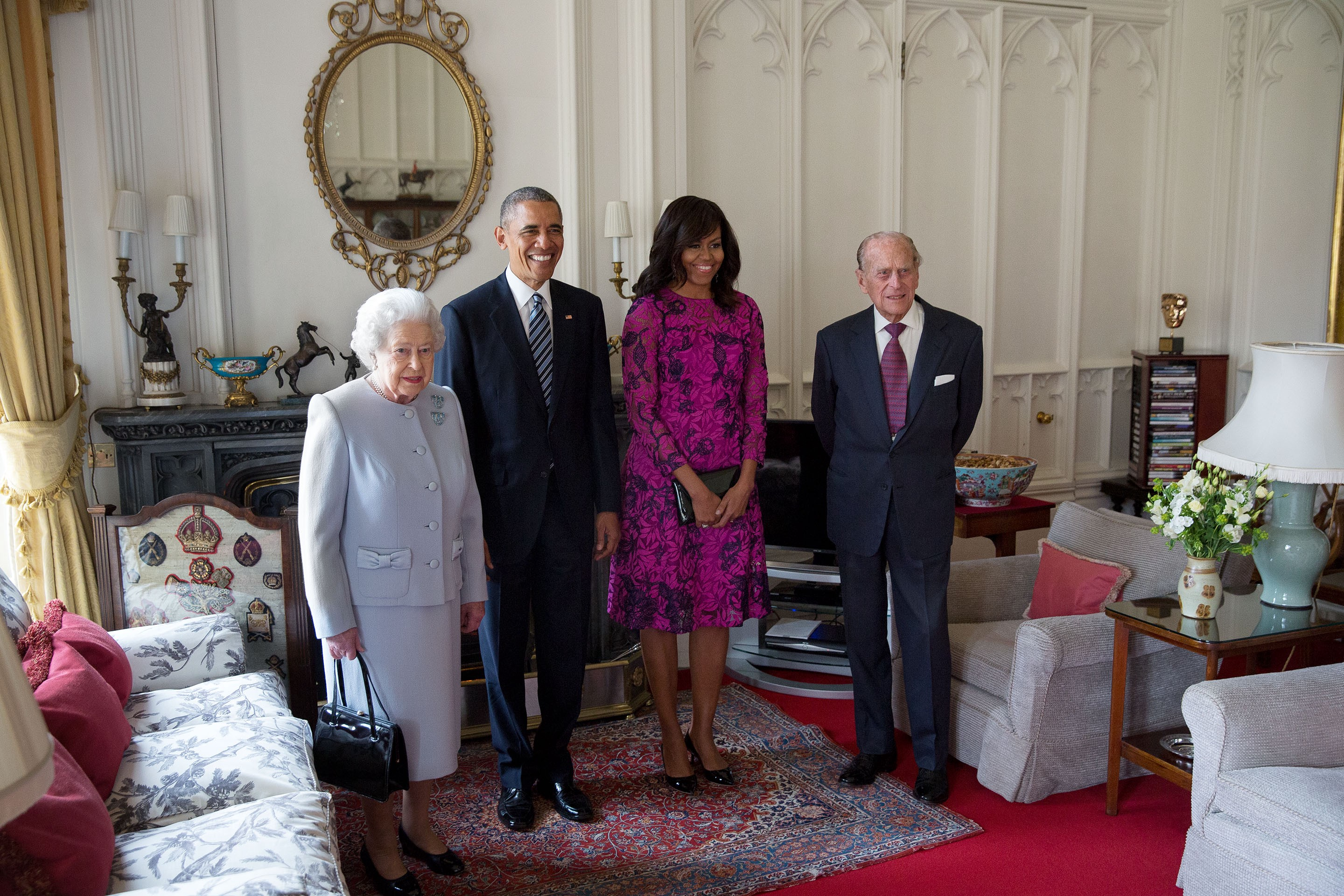
Пожилая чета долгожителей: королева Великобритании Елизавета II (1926-2022) и её муж герцог Эдинбургский Филипп (1921-2021) рядом с Бараком Обамой и его женой. Фото 2016 года, Елизавете II 90 лет, её мужу 94 года.

Долголетие, или долгожительство, — социально-биологическое явление, характеризующееся доживаемостью человека до возраста, значительно превышающего среднюю продолжительность жизни. Долгожителем считается человек старше 90 лет.
Термин «долголетие» часто применяется в демографии (науке, исследующей процессы воспроизводства населения), геронтологии (науке о закономерностях процессов старения), используется при разработке и описании методов увеличения продолжительности жизни.

## Факторы, влияющие на долголетие

Сравнение продолжительности жизни мужчин и женщин в разных странах. Данные за 2019 год согласно оценке ВОЗ. Объёмы пузырьков соотносятся с численностью населения согласно оценке ООН. Откройте исходный svg-файл в новой вкладке браузера и наведите мышью на пузырёк для подсвечивания данных по конкретной территории.

Различные факторы способствуют долголетию человека. Максимальная продолжительность жизни определена нормами старения, врождённой предрасположенностью, зависящей от генов («генов Мафусаила») и внешних экологических факторов. К основным существенным факторам, которые влияют на продолжительность жизни человека, относят пол, наследственность, доступный уровень здравоохранения и гигиены, диету и качество пищи, уровень физической активности, образ жизни, социальную среду, уровень потребления. Средняя продолжительность жизни (а значит и количество долголетних людей, долгожителей) отличается от страны к стране.
По мнению медиков, невозможно выделить какой-то изолированный фактор, обеспечивающий продление срока жизни. Долгожительство определяется «сложным взаимодействием наследственных и внешнесредовых факторов».
Директор Российского геронтологического научно-клинического центра, академик РАМН Владимир Шабалин отмечает, что основное отличие долгожителей — это то, что все они спокойные, выдержанные люди с устойчивой психикой, не склонные к бурному проявлению эмоций. Исследование, проведённое в 2012 году, показало, что даже небольшие физические упражнения в свободное время могут увеличить продолжительность жизни на 4,5 года.
Исследования близнецов показали, что примерно 20-30 % различий в продолжительности жизни человека могут быть связаны с генетикой, а остальные из-за индивидуального поведения и факторов окружающей среды, которые могут быть изменены. Согласно американской, бельгийско-британской исследовательской базе данных генетических вариантов человека более 200 вариантов генов связаны с продолжительностью жизни, но они описывают лишь небольшую часть наследственности.

## Исторические долгожители
- Эпименид с острова Крит (VII—VI столетия до н. э.), как говорят, жил 154, 157 или 290 лет
- Ксенофан, ок. 570/565 — ок. 475/470 до н. э.[9]
- философ Демокрит (ок. 470/460 — ок. 370/360 до н. э.)
- Пиррон из Элиды (ок. 360 до н. э. — 280 до н. э.)
- Эратосфен из Кирены (276 год до н. э. — 194 год до н. э.)
- англичанин Томас Парр — прожил 152 года (1483—1635)
- Ширали Муслимов (азербайджанский чабан) прожил 168 лет — с 1805 по 1973 год.

Ни один из этих случаев документально не подтверждён.

## Долголетие в мифах и религиях
Долголетие является не только темой для научного сообщества, но широко рассматривается в различных культурах и философиях.
Древнеримский учёный Плиний Старший в своей «Естественной истории» писал о гипербореях следующее: Даже смерть приходит к гипербореям как избавление от пресыщения жизнью, и они, испытав все наслаждения, бросаются в море (Plin. Nat. hist. IV 26).,
По свидетельству Геродота, египтяне первыми стали учить

«о бессмертии человеческой души. Когда умирает тело, душа переходит в другое существо, как раз рождающееся в тот момент».

Самый долго живший человек, чей возраст упомянут в Библии, — Мафусаил, — 969 лет, его имя стало нарицательным для обозначения долгожителя («мафусаилов век»). Другие знаменитые библейские долгожители: Ной (прожил 950 лет), праматерь Ева (жила 940 лет), первый человек Адам (дожил до 930).
Долгожителем был и главный герой древнейшего аккадского эпоса Гильгамеш, царь шумерского города Урука. Число его лет текст «Эпоса о Гильгамеше» не содержит, однако упоминает, что царь правил своим народом 126 лет. Один из сюжетных мотивов эпоса — поиск бессмертия, от которого Гильгамеш отказался после смерти друга.

## Продолжительность жизни в России
Средняя ожидаемая продолжительность жизни при рождении в России на 2022 год составила 72,7 года, в том числе 68 лет для мужчин и 78 лет для женщин
На начало 2020 года в России жили 22 600 человек старше 100 лет.

## Средняя продолжительность жизни в Японии
Средняя продолжительность жизни в Японии на 2019 год составляет 84,63 года.
Японская нация является самой престарелой и одной из самых быстро стареющих в мире. По состоянию на 1 октября 2021 года доля населения Японии в возрасте 65 лет и старше составляла 29,1 %, в возрасте 75 лет и старше - 15 %, в возрасте 85 лет и старше - 5,2 %. На 15 сентября 2020 года в Японии жило 80 450 человек старше 100 лет, из них 88,2% составляют женщины. На 100 000 населения приходилось 63,76 людей старше 100 лет.